# Seaports of Niedersachsen
Die Seaports of Niedersachsen sind ein Zusammenschluss der neun Seehäfen im Land Niedersachsen. Dazu gehören die Standorte Brake (Unterweser), Cuxhaven, Emden, Leer (Ostfriesland), Nordenham, Oldenburg (Oldb), Papenburg, Stade und Wilhelmshaven. Zusammen bilden die Hafenstandorte an Ems, Jade, Weser und Elbe eine der bedeutendsten Logistikdrehscheiben Deutschlands.

## Organisation und Geschichte
Die Seaports of Niedersachsen GmbH ist eine Public Private Partnership zwischen dem Land Niedersachsen und der privaten Seehafenverkehrswirtschaft in den neun niedersächsischen Seehäfen mit der Rechtsform Gesellschaft mit beschränkter Haftung (Deutschland). Als Hafenmarketinggesellschaft vermarktet die Seaports of Niedersachsen die niedersächsischen Häfen weltweit und stellt logistische Netzwerke für die Häfen bereit.
Aufgrund des zu erwartenden Wachstums des Warenverkehrsaufkommens werden die niedersächsischen Seehäfen noch weiter ausgebaut, für 2012/2013 waren Investitionen von rund 60 Mio. Euro geplant.

## Güterumschlag
Im Jahr 2019 wurden über die neun Seaports-Häfen rund 53,5 Millionen Güter umgeschlagen, 2018 waren es 49,8 Mio. t. 2017 wurden 45,9 Mio. t umgeschlagen (2016: 48,6 Mio. t; 2015: 51,9 Mio. t; 2014: 46,4 Mio. t; 2013: 45,9 Mio. t).
Die niedersächsischen Seehäfen sind insbesondere auf Umschlag, Lagerung und Distribution folgender Güter spezialisiert:
- Massenhafte Stückgüter (z. B. Eisen- und Stahlprodukte, Forstprodukte (Papier, Zellstoff, Schnitt- und Stammholz))
- Massengüter (z. B. Rohöl, Mineralölprodukte, Kohle, flüssige und feste Chemikalien, Baustoffe)
- Projektladung (große und übergroße Stückgüter mit hohen Tonnengewichten, z. B. Anlagen(teile), Generatoren etc.)
- Automobile (Neufahrzeuge z. B. von BMW, VW, Audi, Porsche, Bentley, Peugeot; im Angebot sind auch Logistiksystemdienstleistungen für die Automobilindustrie)
- RoRo (begleitete und unbegleitete LKW-Trailer, Mafi)
- Windenergieanlagen und -komponenten
- Container
- Kühlladung

Der Hafen Emden fungiert für VW als großer Verschiffungshafen für Kraftfahrzeuge (1,25 Mio. PKW in 2011); Oldenburg ist wichtiger Hafenstandort für den Umschlag landwirtschaftlicher Güter. Von großer Bedeutung für die niedersächsischen Seehäfen ist zudem das Geschäft mit Offshore-Windenergieananlagen.